# Marine de la république de Chine
La Marine de la république de Chine, parfois désignée en tant que Marine taïwanaise (officiellement en chinois traditionnel : 中華民國海軍 ; pinyin : Zhōnghuá Mínguó Hǎijūn, en anglais : Republic of China Navy) est la branche maritime de l'Armée de la république de Chine (Taïwan).
La mission première de la Marine taïwanaise est de défendre le territoire de la république de Chine et les voies maritimes qui entourent Taïwan d'un blocus, d'une attaque ou d'une éventuelle invasion par des forces de la république populaire de Chine. Ses opérations comprennent des patrouilles maritimes dans le détroit de Formose et les mers environnantes, ainsi que des contre-frappes et des opérations de contre-invasion en temps de guerre.
Le corps des fusiliers marins de la république de Chine est une branche de la Marine.
Le préfixe des navires de la Marine taïwanaise est ROCS (Republic of China Ship). Un usage plus ancien est CNS (Chinese Navy Ship).

## Organisation
- Navy General Headquarters (海軍總司令部) : ce Grand quartier général de la Marine est subordonné au ministère de la Défense et au président de la République.
  - Unités non combattantes : Personnel, Stratégie, Planification, Entraînement, Armement, Service du Matériel, Inspection générale.
  - Naval Fleet Command (艦隊司令部) : base navale de Zuoying, Kaohsiung[1]
    - 124th Fleet: base navale de Zuoying, Kaohsiung
    - 131st Fleet: base navale de Keelung, Keelung
    - 146th Fleet: base navale de Magong, comté de Penghu
    - Amphibious Fleet (151st Fleet), base navale de Zuoying, Kaohsiung
    - 168th Fleet: base navale de Su'ao, comté de Yilan
    - 192nd Fleet (Navy Mine Fleet): base navale de Zuoying, Kaohsiung
    - 256th Submarine Squadron
    - Hai Chiao PGMG Guided Missile Gunboat Group (海蛟大隊)
    - Aviation Command

  - Marine Corps Command (陸戰隊司令部) : base navale de Zuoying, Kaohsiung[1]
  - Education, Training and Doctrine Command (教育訓練暨準則發展司令部) : base navale de Zuoying, Kaohsiung[1]
  - Logistics Command (後勤司令部) : base navale de Zuoying, Kaohsiung[1]
  - Naval Academy, Hydrographic & Oceanographic Bureau, Shipbuilding Development Center, Communication Systems, General Service.

## Histoire

### 1911 - 1949
La marine impériale chinoise devient la marine de la république chinoise après la révolution de 1911.

### 1949 - présent
En mai 1949, le quartier général de la Marine déménage à Zuoying, puis à 1955 à Taipei

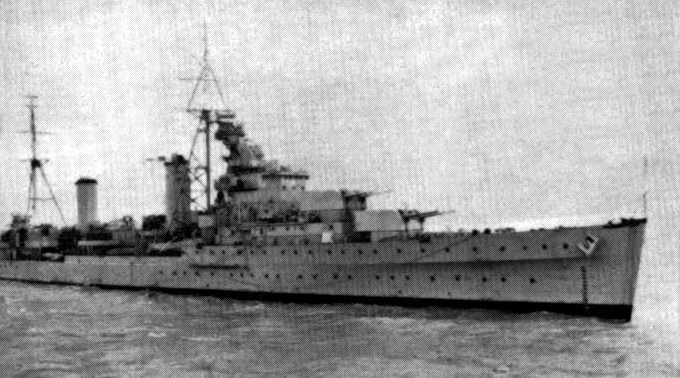
Le Chung King en 1948.

Le 19 mai 1948, le Royaume-Uni a transféré le croiseur léger HMS Aurora (12) de classe Arethusa à la marine nationaliste. Il s'agissait du premier « nouveau » croiseur chinois depuis avant la guerre sino-japonaise des années 1930 et avec le petit et obsolète ROCS Yat Sen lancé en 1934, l'un des deux seuls croiseurs après la Seconde Guerre mondiale. Le navire a été rebaptisé ROCS Chungking et est immédiatement devenu le navire-amiral du ROCN à son arrivée à Shanghai en août 1948. Au cours de l'hiver 1948-1949, le ROCS Chungking a fourni un appui-feu naval aux troupes nationalistes près de Tashan. Le 25 février 1949, il y a eu une mutinerie à bord du croiseur alors qu'il était à quai à Shanghai et le navire a fait défection du côté communiste. Le 19 mars 1949, après trois missions de bombardement de B-24 Liberator, il chavire alors qu'il était à quai près des Forts de Taku et n'a jamais repris de service militaire actif. C'est un coup dur pour la marine nationaliste qui n'a jamais d'autres croiseurs, les États-Unis lui fournissant des navires jusqu’à la taille de destroyers.
Durant la Première crise du détroit de Taïwan, le 14 novembre 1954, des vedettes-torpilleurs de la Marine de l'APL coulent le destroyer d'escorte Tai Ping (ex-USS Decker (en) de la Classe Evarts) de la Marine de la république de Chine dans les îles Dachen, cela sera l’une de ses premières victoires. Dans les années qui vont suivre, il y aura d’autres batailles navales entre les deux marines chinoises.

### Stratégie
La république de Chine est économiquement fortement dépendante de la république populaire de Chine, qui est son 1er fournisseur (à hauteur de 15 à 21 % de son PNB en 2005). La république de Chine aurait, en effet, plus à souffrir d'un gel de ses investissements directs à l'étranger et de sabotage boursier par la Chine continentale que de mesures protectionnistes, voire militaires par voie d'encerclement et d'interdiction maritimes. Ainsi, pour Jean-Vincent Brisset, directeur de recherche à l'Institut de relations internationales et stratégiques (IRIS), « (La volonté chinoise de conquérir Taïwan par la force) fait partie du corpus intellectuel des militaires et des politiques chinois : on ne veut pas exclure la possibilité d'envahir Taïwan par la force. Mais je ne pense pas qu'il s'agisse d'une volonté de le faire, mais plutôt d'une volonté de dire que l'on est capable de le faire. En réalité, ils n'ont pas la capacité d'envahir Taïwan. Il y a autant un problème de résistance militaire qu'un problème géographique et technique : les côtes de Taïwan ne sont pas propices, à aucun endroit, à une attaque par la mer ». Néanmoins, depuis le milieu des années 1990, la Chine continentale combat la supposée « volonté d'indépendance » de Taïwan par des mesures d'intimidation militaire, la modernisation de sa propre marine et des pressions sur les marchands d'arme occidentaux, y compris les États-Unis. Dans ce contexte, les priorités de la Marine taïwanaise sont, d'une part, le maintien de l'intégrité territoriale au travers du maintien des communications entre Taïwan et les îles Pescadores, Quemoy et Matsu, d'autre part, la capacité à interdire à la Marine chinoise l'accès au territoire taïwanais tout en préservant sa capacité à opérer avec les marines alliées, notamment américaine, voire japonaise. L'US Navy dépêchera un porte-avions lors de la 3e crise des détroits de 1999, alors que la Chine continentale menait des essais de missiles balistiques intercontinentaux, dont certains sont tombés à 10 km de Taïwan. Cependant, une étude de la Rand Corporation montre que seul l'engagement de deux porte-avions américains à l'est de l'île (voire de SNA) et d'un escadron de F-15 donnerait 80 % de chances à Taïwan de l'emporter face à l'armée populaire de libération. Selon la même projection, la Marine taïwanaise seule aurait 70 % de probabilité de perdre une campagne impliquant des opérations navales et aériennes majeures. Quant à la Force maritime d'auto-défense japonaise, quantitativement et qualitativement supérieure à sa consœur chinoise, l'hypothétique engagement de 10 % de sa flotte présenterait un apport de poids en faveur de Taïwan. Dans l'optique chinoise, la constitution d'un axe Taipeh-Tokyo-Washington, voire Delhi et Singapour, est de nature à forcer la réunification de l'île par des moyens politiques plutôt que militaires.

## Équipement

### Flotte
Historiquement, la majorité de l'équipement de la Marine taïwanaise provient des États-Unis, bien que plusieurs navires aient été construits sur place, sous licence ou non. Taïwan a consenti à un effort important avec le programme d'acquisition de frégates de la classe La Fayette, baptisées Kang Ding. Toutefois, la France, sous la pression chinoise, dégradera fortement les performances des navires livrés : les Kang-Ding ne pouvant qu'utiliser le missile air-air Sea Chapparal aux performances médiocres. Cette vente a donné lieu à l'affaire des frégates de Taïwan, affaire de corruption, d'espionnage et de géopolitique. D'avril à janvier 2023, ces frégates doivent être modernisées avec l'équipement de deux lances-leurres de type AMGL-1C Dagaie Mk 2. Le marché d'environ 25 millions d'euros a été confié à l'entreprise française DCI.Desco .
La Marine taïwanaise a également acheté deux sous-marins Zwaardvis en provenance des Pays-Bas à la fin des années 1980 ainsi que quatre destroyers de classe Kidd, renommés Kee-Lung, initialement destinés à l'Iran qui ont servi d'abord dans l'USN.
Bien que se contentant de moderniser et d'allonger le service d'anciens grand bâtiments et équipements, la Marine taïwanaise subit des difficultés d'approvisionnement dues aux pressions du gouvernement chinois. Elle possède seulement deux sous-marins modernes. Les États-Unis ont approuvé la vente de huit sous-marins diesel, mais ceux-ci manquent des capacités industrielles permettant de construire leurs moteurs. En outre, les menaces de mesures de rétorsions chinoises empêchent tout transfert de technologie étrangère. Enfin, le parlement de Taïwan, sous la législature Yuan, a rejeté le budget proposé, ralentissant ainsi les efforts visant à acquérir d'indispensables capacités sous-marines ce qui a conduit de fait à l'abandon du projet. 
Le 21 mars 2017, Taïwan annonce qu'elle fera construire elle-même des sous-marins par CSBC Corporation, Taiwan et National Chung-Shan Institute of Science and Technology (en) pour un mise en service annoncé à partir de 2025
. La construction du premier d'entre eux dans le cadre de du projet Haichang visant un total de huit sous-marins, nom donné en l'honneur de l'équipe créé en 1964 pour la mise en œuvre de sous-marins de poche italiens, démarre le 24 novembre 2020 a Kaohsiung.
Le 12 septembre 2007, un ordre d'achat de douze éclaireurs P-3C Orion et trois appareils additionnels a été présenté au congrès américain, ainsi qu'un deuxième pour 144 missiles sol-air. Le 13 mars 2009, Lockheed Martin a obtenu un contrat visant à moderniser douze 12 P-3C Orion pour Taïwan, dont la livraison devrait débuter en 2012.
Le 8 août 2008, un ordre d'achat de soixante missiles Harpoon Block II destinés aux P-3C a été présenté au congrès américain.
Le 3 septembre 2008, un ordre d'achat de trente-deux missiles Harpoon Block II destinés à des sous-marins a été présenté au congrès américain,. Au moins une partie de ces missiles seront installés sur les sous-marins de classe Hai-Lung.
Le 29 janvier 2010, le gouvernement américain a notifié au congrès de cinq ventes d'armes à Taïwan, pour un total de 6,392 milliards de dollars. La Marine taïwanaise recevra deux chasseurs de mines pour 105 millions, vingt-cinq bâtiments servant de terminaux liaison 16 pour 340 millions, dix Harpoon L/II destinés à des navires et deux à des avions, pour 37 millions,.
La Marine taïwanaise a, en 2010, déjà 95 missiles Harpoon, plus anciens, qui équipent huit frégates Knox, 22 RGM-84L pour les 4 destroyers Kidd, a commandé 32 Harpoon II pour ses deux sous-marins Zwaardvis/Hai Lung, ainsi que 60 Harpoon Block II air-mer pour ses douze P-3C, et les douze derniers annoncés.
En mars 2017, elle reçoit 2 frégates de seconde main de la classe Oliver Hazard Perry.

### Aéronefs
Les avions de patrouille maritime dépendent de la force aérienne.
[Quand ?]
| Principaux aéronefs de la Marine de la république de Chine |                              |                   |                                          |
| Aéronefs                                                   | Type                         | Nombre en service | Remarques                                |
| S-2T Turbo Tracker                                         | Avion de patrouille maritime | 3                 | Retiré du service avec l'arrivée des P-3 |
| P-3C Orion                                                 | Avion de patrouille maritime | 12                | Livré à partir de 2013                   |
| S-70C(M)-1 Super Blue Hawk                                 | hélicoptère multirôle        | 18                |                                          |
| Hughes 500MD Defender                                      | hélicoptère ASM              | 13                |                                          |